# Joannis Rey
Joannis Rey, parfois orthographié Johannis ou Joannès, né le 15 décembre 1850 à Valence (Drôme) et mort le 8 février 1919 dans la même ville, est un architecte français, principalement actif dans le domaine de l’architecture religieuse. Collaborateur direct de Pierre-Marie Bossan, il s’inscrit pleinement dans la tradition de l’école néo-mystique que ce dernier a contribué à fonder.

## Biographie
Issu d’une famille catholique et formé très tôt au dessin, Joannis Rey est remarqué par le chanoine Didelot, curé de Notre-Dame à Valence. Il rejoint en 1863 l’École d’art religieux fondée par Pierre Bossan dans cette même paroisse, où il reçoit un enseignement complet basé sur la hiérarchie des arts au service de la liturgie.

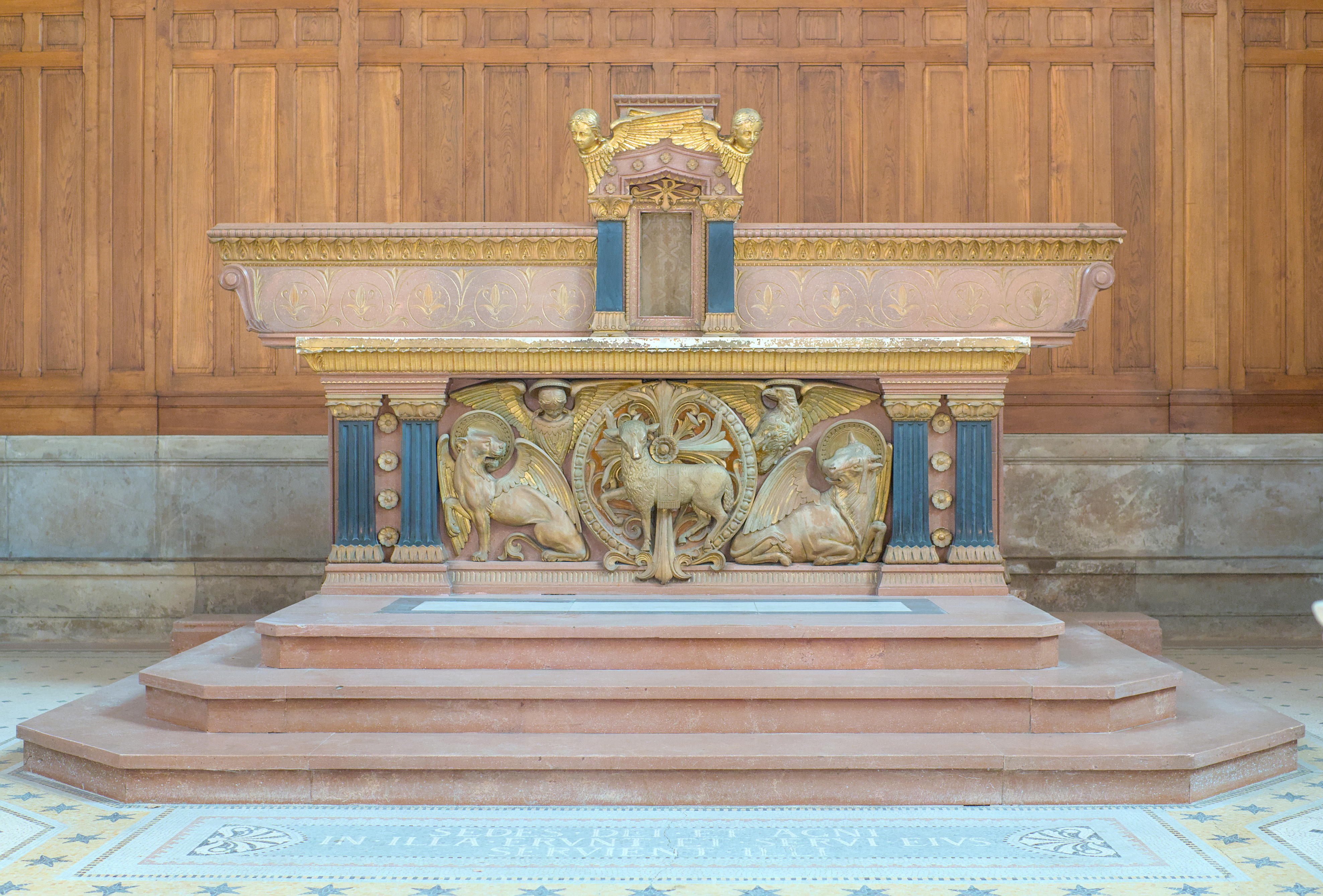
Maître-autel de la chapelle Saint-Joseph de Caluire-et-Cuire dessiné par Joannis Rey

Bossan reconnaît rapidement les talents de Rey, auquel il confie la direction de plusieurs chantiers importants, tels que les églises d'Aouste et de Crépol, la basilique de La Louvesc, le couvent des Dominicains à Marseille, ou encore la chapelle des Dames Trinitaires à Valence. Lorsque Bossan se retire à La Ciotat en 1871, il laisse à Rey la direction de l’école d’art sacré de Valence, qui forme de nombreux artisans et artistes dans l’esprit du maîtrejusqu'en 1890.
À la mort de Pierre Bossan, c'est lui qui achève les édifices encore en constructions de celui-ci.
Il est membre et trésorier de la société d'archéologie, d'histoire et de géographie de la Drôme à partir de 1890 puis en devient vice-président de 1916 jusqu'à sa mort. Il réalise dans la revue plusieurs relevés archéologiques. Il est membre du conseil des bâtiments civils de la Drôme de 1905 à 1913. Il est aussi architecte des monuments historiques de la Drôme en 1917.
Si, à l'instar de son maître il réalise de nombreux édifices religieux, il s'investit aussi dans la construction d'édifices publics comme des mairies et des écoles, mais aussi dans la restauration de monuments historiques.
Il meurt assez soudainement à Valence dans l'hôtel qu'il s'était construit au 106 rue des Alpes le 8 février 1919.

## Œuvres
Inspecteur des Monuments historiques de la Drôme, Rey réalise ou restaure de nombreux édifices religieux et civils, principalement dans la région Rhône-Alpes. Parmi ses œuvres notables figurent :
- À Valence : clocher de Notre-Dame, mobilier d’église, Caisse d’épargne, écoles, couvent des Dames Trinitaires.
- Dans la Drôme : chapelle de Saint-Hugues à Châteauneuf-sur-Isère, restauration de Bonlieu, plans de l’église, lavoir de Chamaret[10], restauration du château de Chamaret[11], mairie de Saint-Pantaléon-les-Vignes[12], le "château Urdy" habitation du maire[13],[14], groupe scolaire de Rousset-les-Vignes (actuelle mairie)[15], école-mairie de Montjoyer[16].
- Hors département :  cathédrale Saint-Charles-Borromée de Saint-Étienne, Notre-Dame d’Annonay, divers projets en Suisse et Belgique pour les Trinitaires.

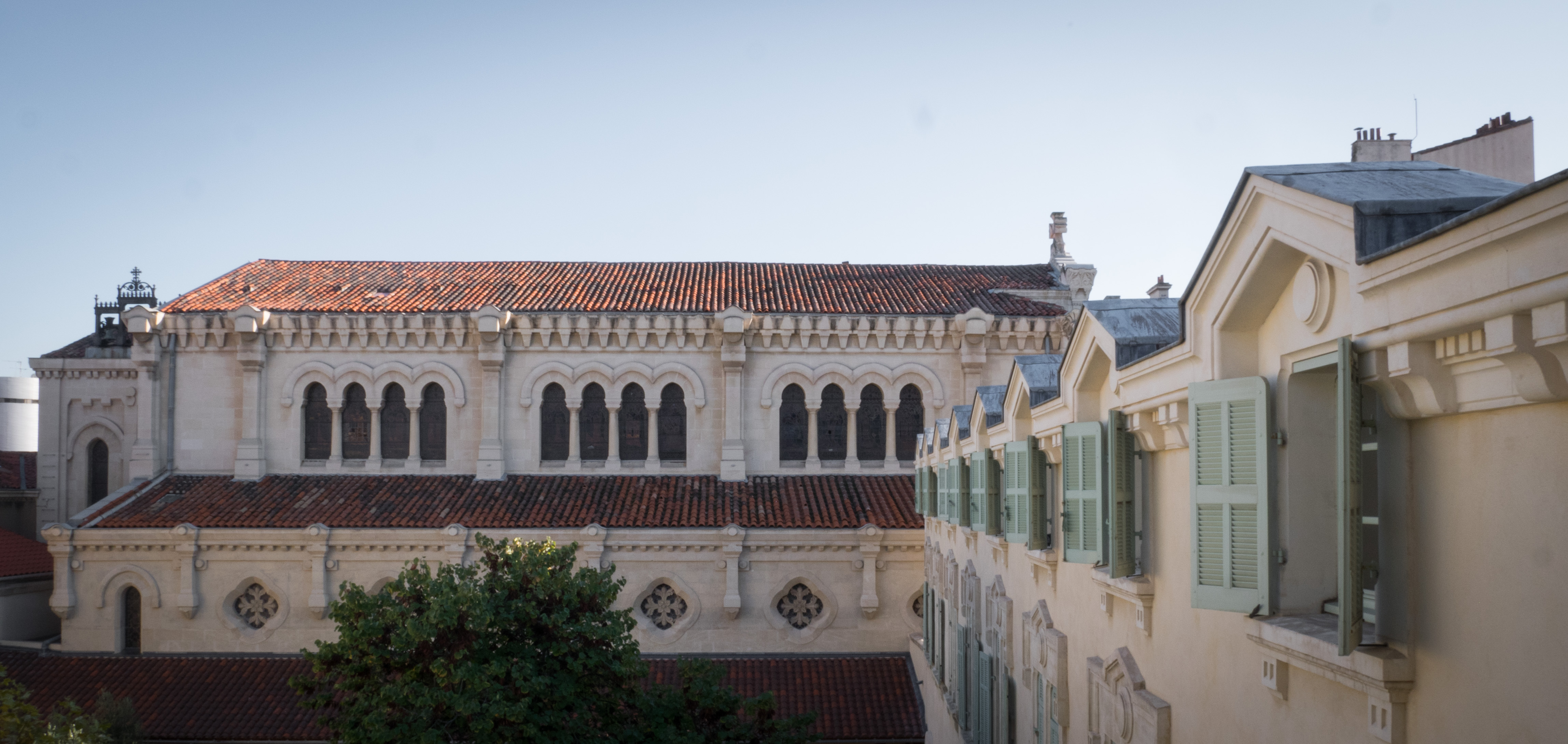
Église et couvent des dominicains de Marseille en collaboration avec Bossan
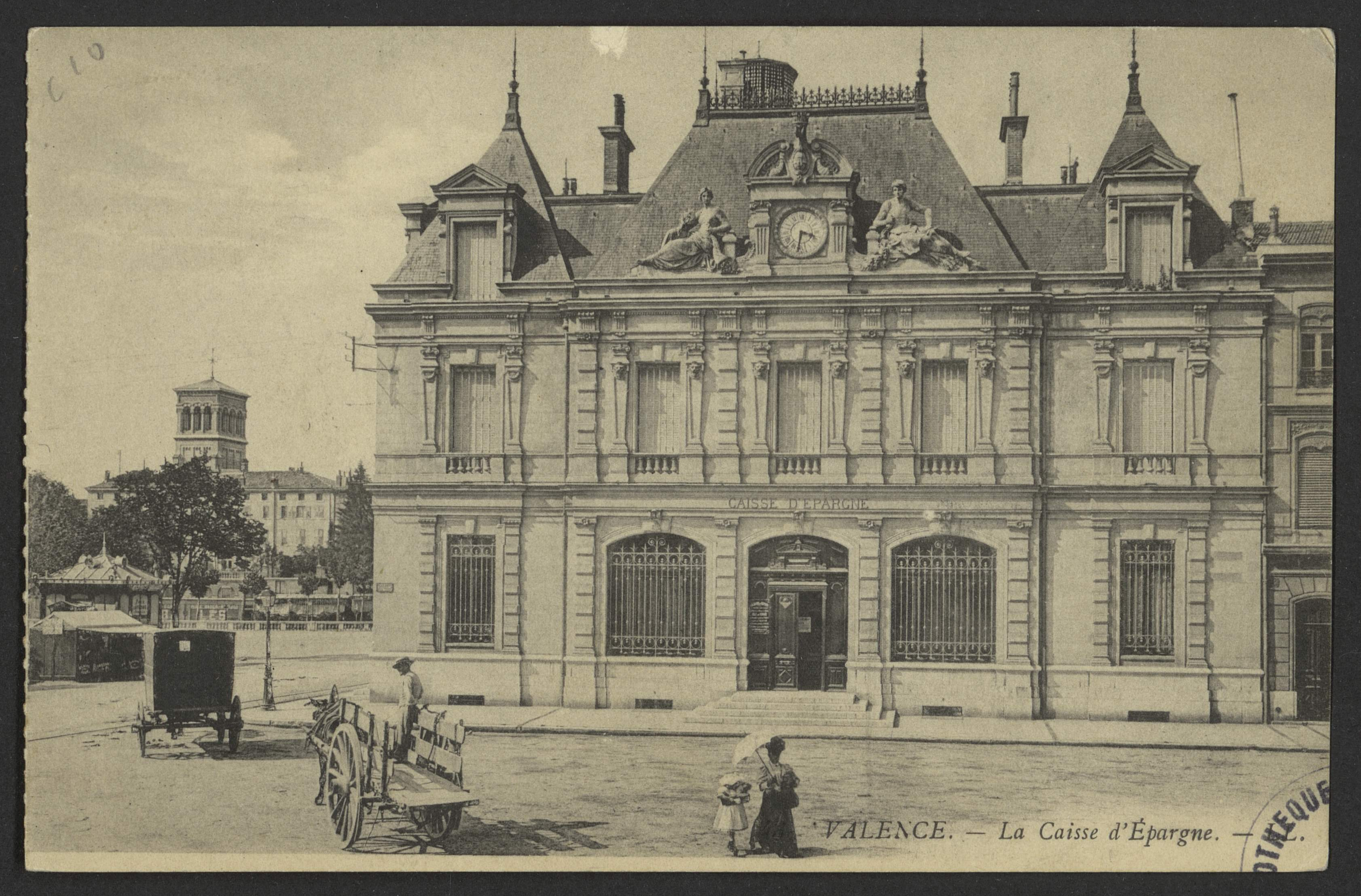
Caisse d'épargne de Valence, 1893
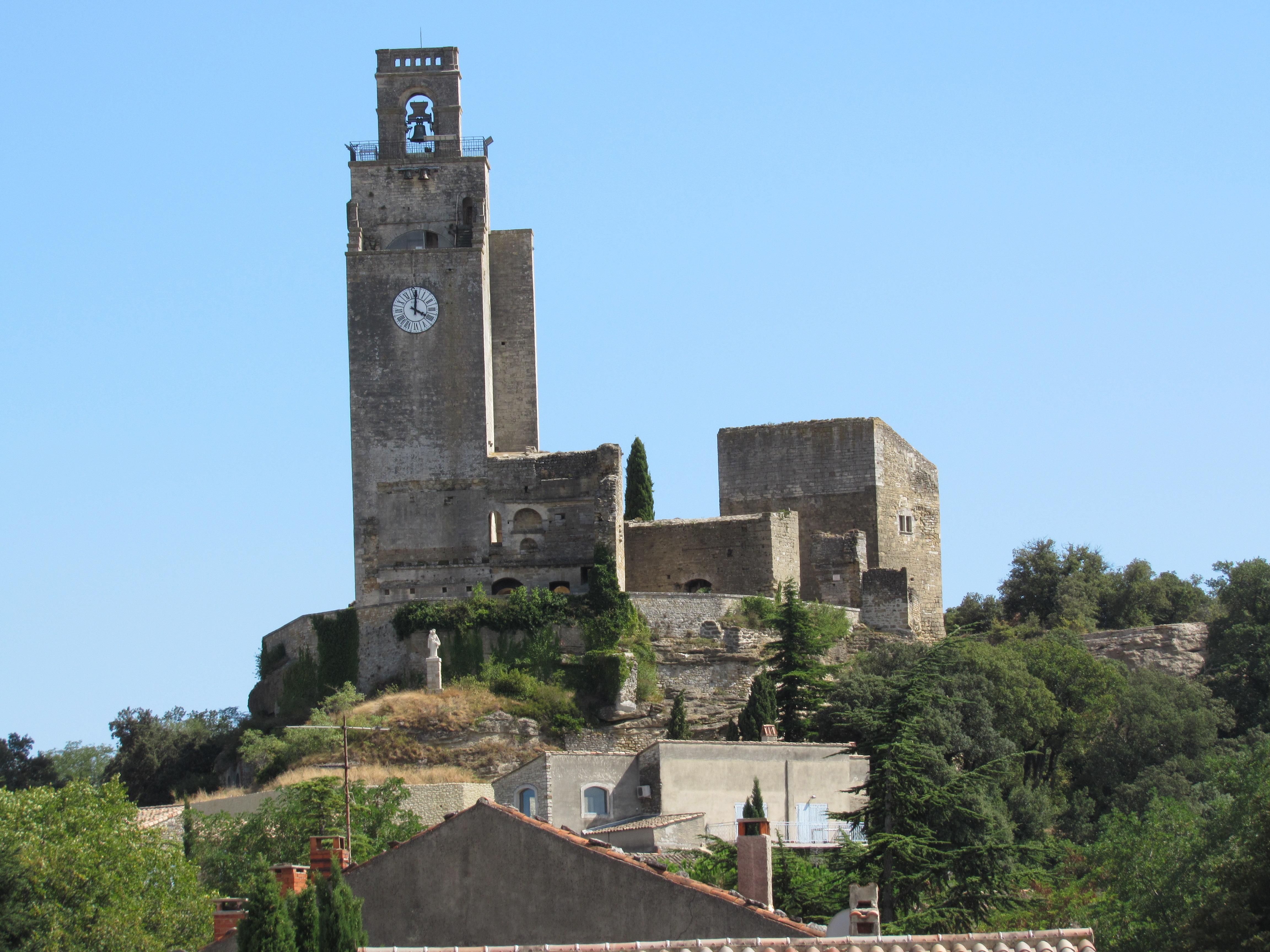
Château de Chamaret restauré en 1894
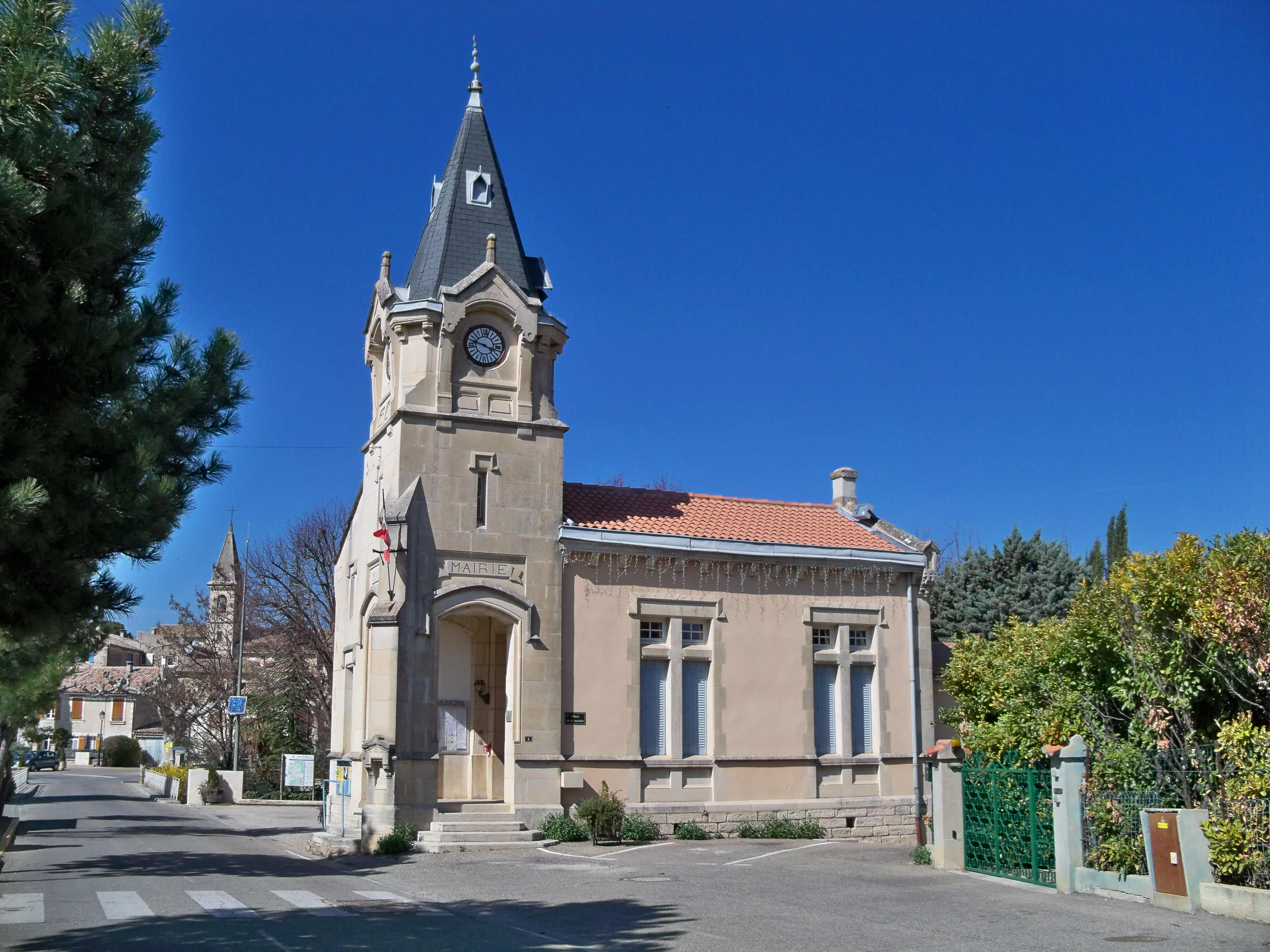
Mairie de Saint Pantaléon, réalisée en 1902
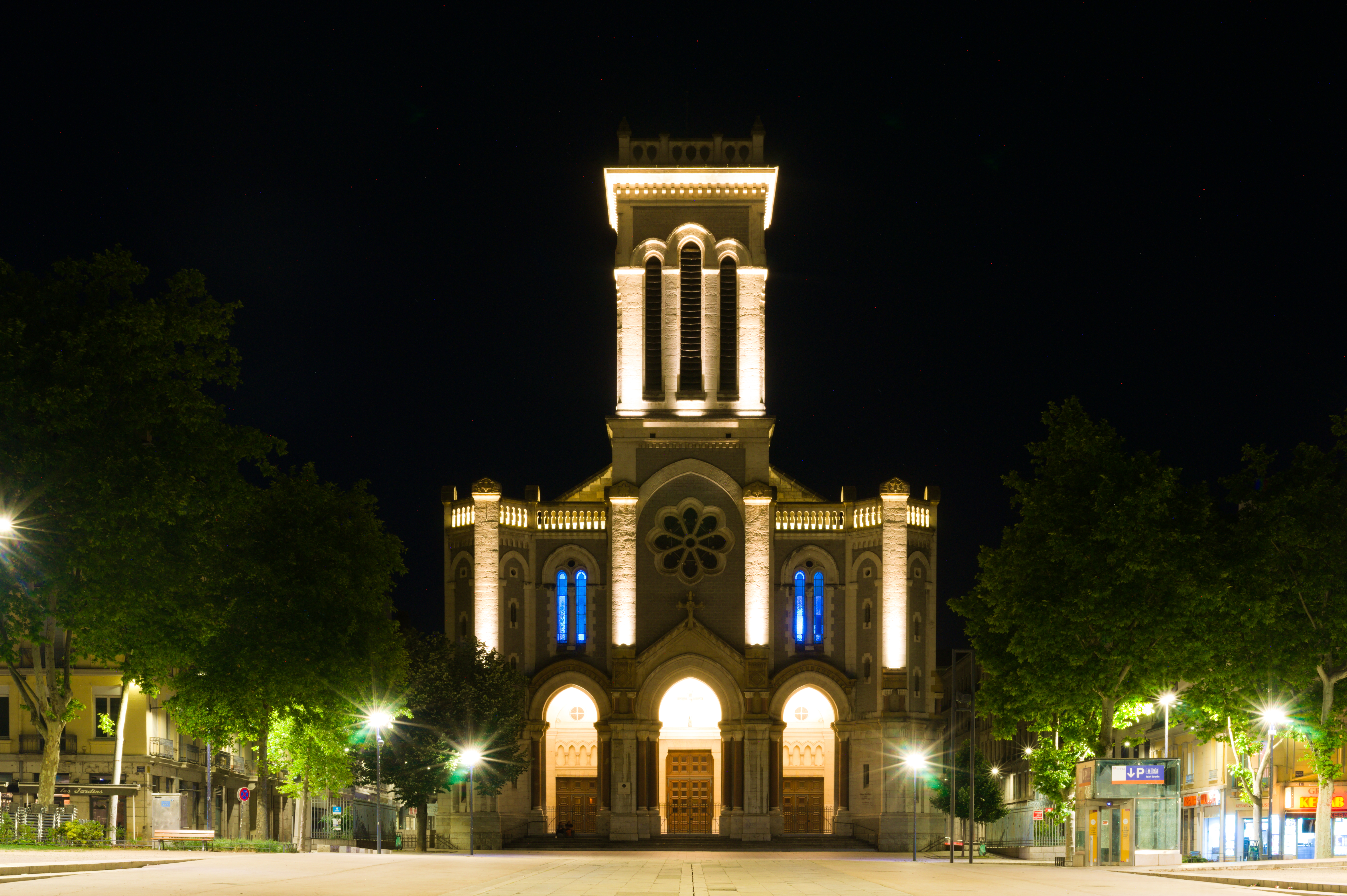
Église Saint-Charles de Saint-Étienne (projet inachevé), 1912